# Mike Baird
Michael Bruce „Mike” Baird (ur. 1 kwietnia 1968 w Melbourne) – australijski polityk, członek Liberalnej Partii Australii (LPA). Od 2007 poseł do Zgromadzenia Ustawodawczego Nowej Południowej Walii, w latach 2014–2019 premier Nowej Południowej Walii i zarazem lider LPA w tym stanie.

## Życiorys

### Pochodzenie i kariera zawodowa
Jest synem polityka Bruce’a Bairda, który przez osiem lat zasiadał w rządzie stanowym Nowej Południowej Walii, a potem był posłem do federalnej Izby Reprezentantów. Ukończył studia ekonomiczne na University of Sydney. Przed rozpoczęciem kariery politycznej spędził 18 lat w bankowości inwestycyjnej.

### Kariera polityczna
W 2007 został po raz pierwszy wybrany do parlamentu stanowego Nowej Południowej Walii. W latach 2008–2011 zasiadał w gabinecie cieni, a po zwycięstwie wyborczym LPA w 2011 roku został ministrem skarbu w gabinecie Barry’ego O’Farrella. Dodatkowo w latach 2012-2014 odpowiadał również za kwestie pracownicze. Po dymisji premiera O’Farrella w kwietniu 2014 Baird wygrał wewnątrzpartyjne wybory na stanowego lidera LPA, co automatycznie oznaczało też objęcie stanowiska premiera stanu. Pod jego przywództwem LPA wygrała w marcu 2015 kolejne wybory stanowe.

### Życie prywatne
Jest żonaty i ma troje dzieci. Należy do Kościoła Anglikańskiego Australii i jest znany ze swojego głębokiego zaangażowania religijnego, jednak unika publicznych wypowiedzi na tematy wiary.